# Creully
Creully ist eine Ortschaft und eine ehemalige französische Gemeinde mit 1.586 Einwohnern (Stand: 1. Januar 2018) im Département Calvados in der Region Normandie. Sie gehörte zum Arrondissement Bayeux und zum Kanton Bretteville-l’Orgueilleuse.
Mit Wirkung vom 1. Januar 2017 wurden die bisherigen Gemeinden Creully, Saint-Gabriel-Brécy und Villiers-le-Sec zu einer Commune nouvelle mit dem Namen Creully sur Seulles zusammengeschlossen und haben in der neuen Gemeinde den Status einer Commune déléguée. Der Verwaltungssitz befindet sich im Ort Creully.

## Geografie
Creully liegt im Tal der Seulles, etwa 12 km ostnordöstlich von Bayeux und 18 km nordwestlich von Caen.
Umgeben wurde die Gemeinde von Crépon im Norden, Tierceville im Nordosten, Amblie im Osten, Lantheuil im Südosten, Cully im Süden, Saint-Gabriel-Brécy im Südwesten, Le Manoir im Westen sowie Villiers-le-Sec im Nordwesten.

## Geschichte
Der Name des Ortes geht auf den angelsächsischen Begriff churl zurück, was ‚Bauer‘ bedeutet.
Im Verlauf der Normandie-Invasion richtete der britische Feldmarschall Bernard Montgomery ab dem 8. Juni 1944 für zwei Wochen sein Hauptquartier im Schloss Creully in der Gemeinde ein. Am 12. Juni 1944 besuchte ihn dort König George V. zusammen mit Premierminister Churchill; General Charles de Gaulle traf Montgomery hier am 14. Juni 1944. In ihren Berichten über den Besuch des Königs beschrieb die britische Presse die Lage des Schlosses so ausführlich, dass die deutsche Luftwaffe in der Lage war, Montgomery mit Bombenangriffen zu zwingen, sein Hauptquartier nach Blay bei Bayeux zu verlegen.

## Bevölkerungsentwicklung
| Jahr                             | 1793 | 1836 | 1876 | 1926 | 1946 | 1968 | 1990 | 2016 |
| Einwohner                        | 1066 | 992  | 836  | 534  | 591  | 817  | 1396 | 1645 |
| Quelle: Cassini, EHESS und INSEE |      |      |      |      |      |      |      |      |

## Sehenswürdigkeiten

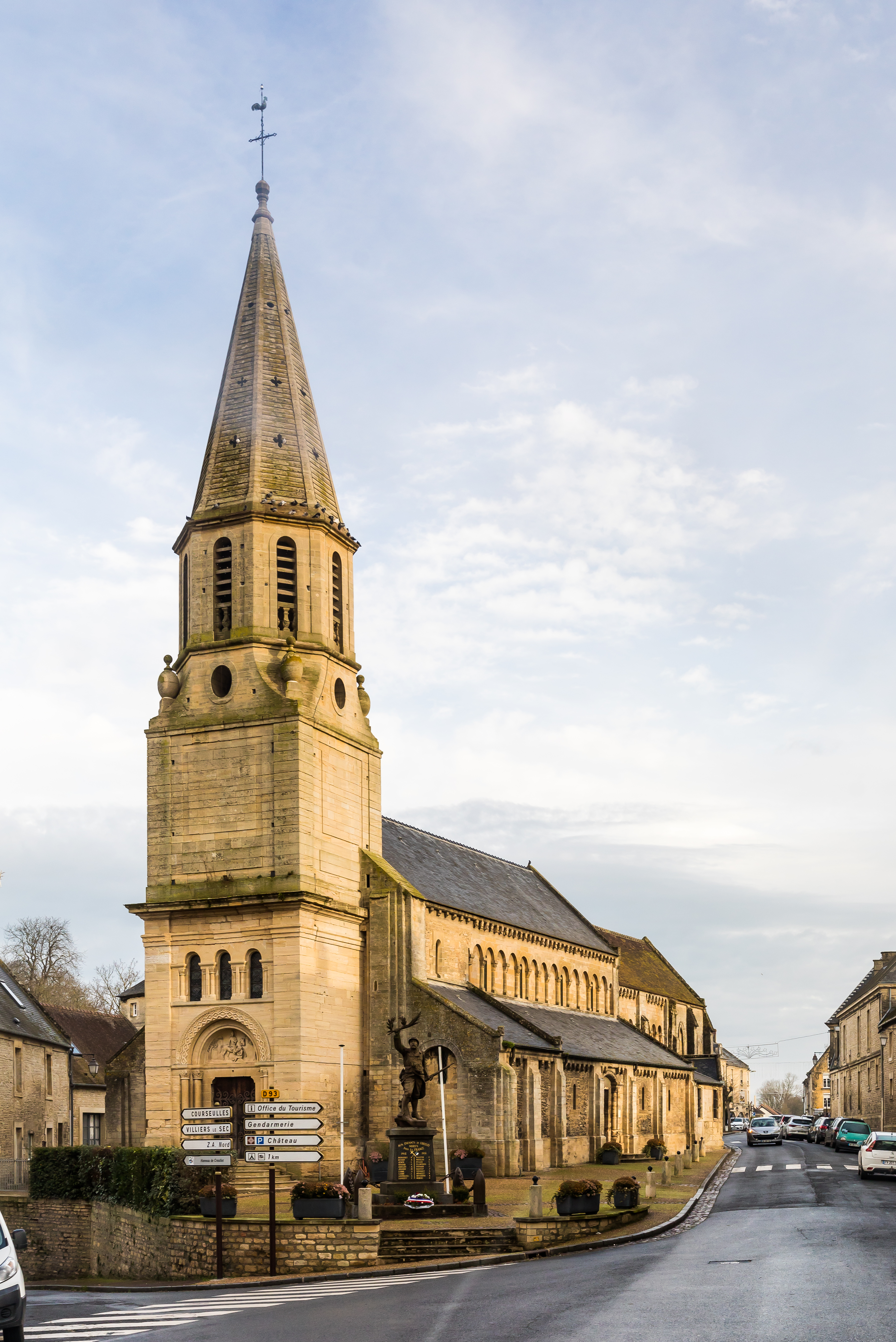
Kirche Saint-Martin

- Schloss Creully aus dem 11./12. Jahrhundert, ehemalige Festung, seit 2004 Monument historique[3]
- Schloss Creullet aus dem 14. Jahrhundert, seit 1984 Monument historique[4]
- Kirche Saint-Martin aus dem 12. Jahrhundert, seit 1879 Monument historique[5]